# 山下友信
山下 友信（やました とものぶ、1952年9月24日 - ）は、日本の法学者。専門は、商法・保険法。研究課題は、保険契約法・保険監督法・証券取引法。日本における保険法研究の第一人者であり、法制審議会保険法部会委員長として、保険法制定に中心的役割を果たした。学位は、法学士（東京大学）。東京大学名誉教授。公益社団法人商事法務研究会会長。山口県出身。鴻常夫門下。弟子に白井正和、後藤元など。

## 来歴
- 1971年 - 山口県立下関西高等学校卒業
- 1975年 - 東京大学法学部卒業、同助手
- 1978年 - 神戸大学法学部助教授
- 1988年 - 東京大学法学部助教授
- 1991年 - 東京大学大学院法学政治学研究科教授
- 2010年 - 東京大学大学院法学政治学研究科長・法学部長
- 2012年 - 日本海法学会理事長
- 2015年 - 東京大学名誉教授[3]
- 2015年 - 紫綬褒章受章[4][5]
- 2015年 - 同志社大学大学院司法研究科教授[6]

## 著書
- 『現代の生命・傷害保険法』（弘文堂、1999年）
- 『保険法』（有斐閣、2005年）
- 『金融商品取引法概説』（共著、有斐閣、2010年）
- 『商法Ⅰ(総則・商行為) (第5版)』（共著、有斐閣、2013年）
- 『商法判例集（第6版）』（共編、有斐閣、2014年）
- 『保険法（第3版補訂版）』（共著、有斐閣、2015年）
- 『商事法の研究』（有斐閣、2015年）
- 『保険法(上)』（有斐閣、2018年））
- 『保険法(下)』（有斐閣、2022年）